# Erlebnispark Ziegenhagen
Der Erlebnispark Ziegenhagen ist ein Freizeitpark bei Ziegenhagen im Werra-Meißner-Kreis.

## Geographische Lage
Der Freizeitpark befindet sich bei Ziegenhagen, einem westnordwestlichen Stadtteil von Witzenhausen, an der Nordabdachung des Kaufunger Waldes und an der Nordgrenze vom Geo-Naturpark Frau-Holle-Land (Werratal.Meißner.Kaufunger Wald). Er liegt südlich über dem Tal des südwestlichen Werrazuflusses Rautenbach auf 210 bis 230 m ü. NHN unterhalb des Burgbergs (ca. 270 m), auf dem sich die Reste der Burg Ziegenberg befinden. Etwas nordwestlich des Parks und Ziegenhagens breitet sich der Naturpark Münden aus.

## Geschichte
Der Park wurde 1967 auf einem Gutshofs-Gelände ursprünglich als Tierpark von Walter Surup eröffnet und später, zur besseren Abgrenzung vom nahegelegenen Tierpark Sababurg, zum Märchenpark umgestaltet.
Im Oktober 2019 wurde der Pachtvertrag zwischen dem Besitzer und dem Pächter des Parks gekündigt, was die vorläufige Schließung des Parks bedeutete.
2020 wurde bekannt, dass der Parkeigentümer Axel Surup den Park wieder eröffnen will.
Am 5. Juni 2021 wurde der Park nach einem Besitzerwechsel und halbjähriger Modernisierung wieder für Besucher geöffnet. Weitere Modernisierungsarbeiten und Erweiterungen sind geplant.

## Attraktionen

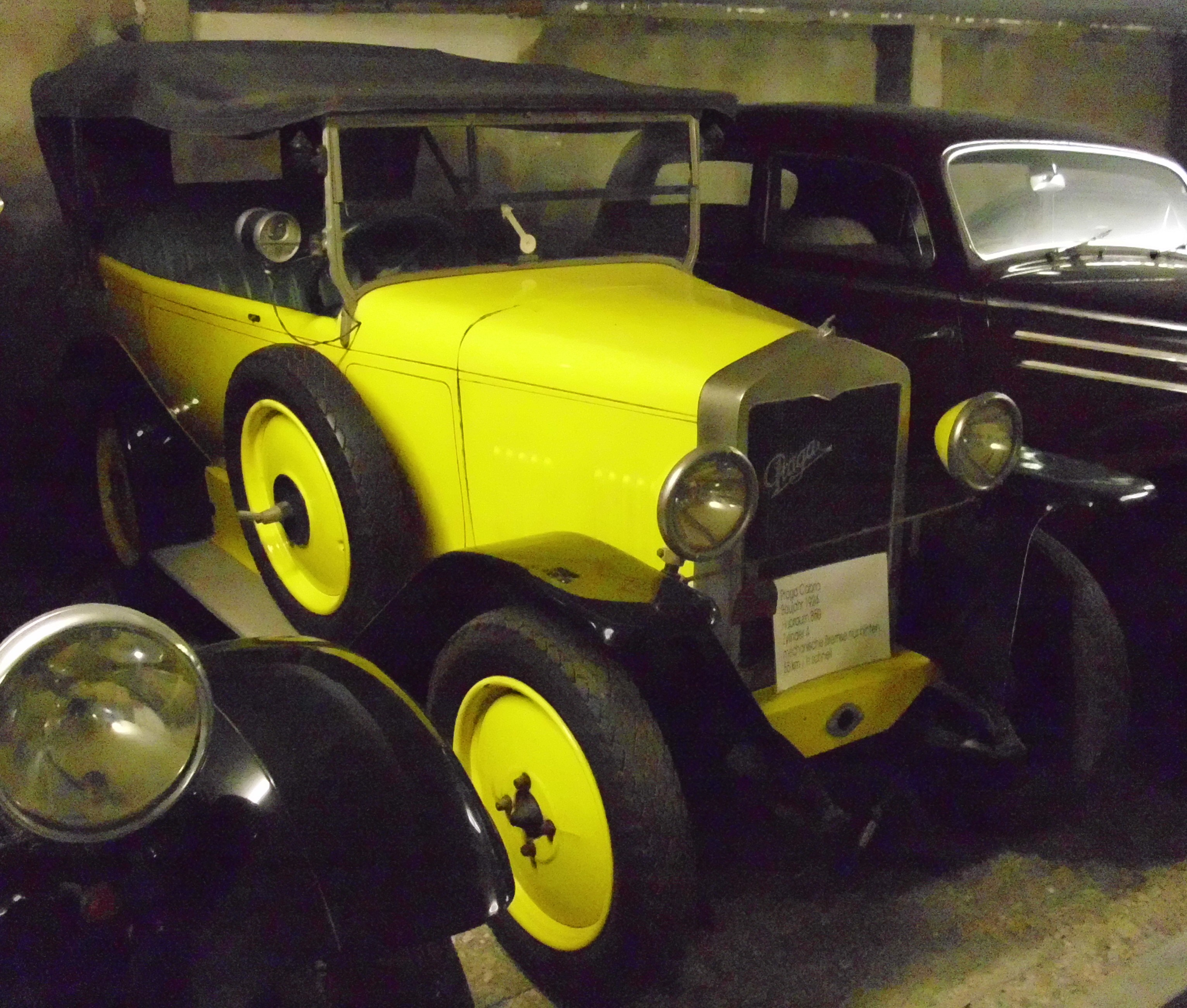
Praga Piccolo im inzwischen aufgelösten Fahrzeugmuseum des Erlebnisparks

Es gibt etwa 30 Attraktionen und Museen; dazu gehörten: Hubseilbahn, Wasserspringboot, Mondroller (auch Luna Loop genannt), Mini-Riesenrad, Trampolinanlage,  Karussell für Rollstuhlfahrer und Kinderwagen, Elektronische Vogelshow, Wasserballschießen, Gruselkeller, Eisenmuseum, Ofenplattensammlung und Volkskundemuseum. Zudem gab es ein Automuseum, das mittlerweile aufgelöst und die Exponate zum PS-Speicher in Einbeck transferiert wurden, ebenfalls aufgelöst wurde der dazugehörige Spielkeller u. a. mit Bällebad und Spiegelkabinett, weitere ehemalige Attraktionen sind der Venturer-Abenteuersimulator und die Gespensterburg (heute Große Kletterburg).

## Verkehrsanbindung
Der Freizeitpark ist zu erreichen über die Anschlussstelle Hedemünden der Bundesautobahn 7 und zudem, etwas südlich davon, die Bundesstraße 80 unterquerende Kreisstraße 206, die nach Süden durch die Ortschaft führt und jenseits der Werra auf die von dort überwiegend auch südwärts nach Ziegenhagen und damit zum Park verlaufende Landesstraße 3302 trifft. Eine Stichstraße führte zum Park. Der Bahnhof Hann(oversch). Münden - Hedemünden mit Zugverbindungen nach Kassel und Göttingen liegt 3 km vom Park entfernt.